# Палеоліт Японії
Палеоліт Японії (яп. 旧石器時代, кюсеккі-дзідай) — період в історії Японії з 100 тисячолітя до н. е. по 10 тисячоліття до н. е. Тривав від появи людей на Японському архіпелазі до появи неолітичних знарядь періоду Джьомон. Хоча найвірогіднішою датою появи людей в Японії вважається 35–30 тисячоліття до н. е., більшість науковців дотримується традиційної періодизації, приймаючи 100 тисячоліття до н. е. як висхідну для японського палеоліту. Оскільки в японській історіографії не виділяють мезоліт у окрему епоху, палеоліту одразу йде неолітичний період.
Палеоліт Японії характеризувався першими міграціями людей з материка, услід за міграціями великих тварин, і появою перших палеолітичних культур. В ці часи Японія була з'єднана з материком перешийками, а Японське море являло собою внутрішнє море між сучасними Японією, Маньчжурією і Кореєю.

## Назва
Епоха палеоліту на території Японського архіпелагу термінологічно визначається по-різному. В довоєнній історіографії використовувався терміни «період до-джьомон», «докерамічний період». Після 1949 року деякий час вживався термін «період Івадзюку». З 1970-х років використовується універсальний історичний термін «палеоліт».

## Загальна характеристика
У 1949 році в Івадзюку, префектура Ґумма були відкриті перші сліди палеолітичної діяльності людини. В подальші роки по всій країні виявлено принаймні ще близько 5 тис. палеолітичних стоянок (з них близько 4,5 тис. належать до пізнього палеоліту, тобто до періоду, починаючи з 30 тис. років до нашої ери). Згідно з оцінками японських археологів, для знайденого археологічного матеріалу (переважно, кам'яних знарядь) характерний значний хронологічний розкид (300-13 тис. років тому). Таким чином японський палеоліт охоплює плейстоцен та льодовиковий період.
Японські дослідники стикаються у своїй роботі з великими складнощами, пов'язаними зі слабким збереженням антропологічного матеріалу. Кислі ґрунти Японії погано зберігають кісткові останки людини, тварин, будь-яку органіку. Найкраще зберігаються кістяки (декілька тисяч знахідок), пов'язані з неолітичним періодом Джьомон, коли був поширений звичай поховань у печерах, а також у «мушляних купах», де в результаті реакції між вапном та водою відбувалося утримання кальцію в кісткових останках. Лише декілька сотень знахідок належать до пізніших історичних періодів (Яйой, Кофун та ін.). Для періодів Нара та Хей'ан антропологічний матеріал практично відсутній. Це пояснюється як і вищевказаними особливостями японських ґрунтів (для поховань у землі), так і розповсюдженням буддистської практики трупоспалення.
Що ж стосується палеоліту, то знахідки, що належать до нього, обчислюються одиницями. Тому японський палеоліт (ще більшою мірою, ніж в інших регіонах) досліджується майже суто з погляду типології кам'яних знарядь. Разом з тим, завдяки тому, що стоянки людини кам'яної доби в Японії дуже часто знаходяться в геологічних шарах, ізольованих один від одного застиглою лавою, яка вилилася під час вулканічних вивержень (печерних стоянок знайдено надзвичайно мало), завдання щодо стратифікації та створення еволюційної типології кам'яних знарядь вирішуються досить успішно.
Відзначаються і регіональні особливості в техніці обробки кам'яних знарядь у Західній та Східній Японії. Таким чином, коріння культурної своєрідності цих частин країни, що простежуються протягом всієї японської історії, відносять до епохи верхнього палеоліту.